# 23rd Street (linea IND Eighth Avenue)
23rd Street (IPA: [ˈtwɛnti-θɜrd strit]) è una fermata della metropolitana di New York situata sulla linea IND Eighth Avenue. Nel 2015 è stata utilizzata da un totale di 7 844 508 passeggeri.

## Storia
La stazione venne aperta il 10 settembre 1932, come parte della prima sezione della linea IND Eighth Avenue compresa tra le stazioni di 207th Street e Chambers Street. Nel 2014 uno studio della MTA evidenziò che il 40% dei componenti della stazione aveva ormai superato il limite di durata e necessitava di essere sostituito.

## Strutture e impianti
23rd Street è una fermata sotterranea con due banchine laterali e quattro binari, i due esterni per i treni locali e i due interni per quelli espressi. La stazione non ha un mezzanino e i tornelli si trovano al livello delle banchine.
È posizionata sotto Eighth Avenue e possiede un totale di dieci ingressi: quattro all'incrocio tra Eighth Avenue e 23rd Street, due all'incrocio tra Eighth Avenue e 24th Street e quattro presso l'incrocio tra Eighth Avenue e 25th Street.

## Movimento
La stazione è servita dai treni di tre linee della metropolitana di New York:
- Linea A Eighth Avenue Express, attiva solo di notte;[7]
- Linea C Eighth Avenue Local, sempre attiva, tranne di notte;[8]
- Linea E Eighth Avenue Local, sempre attiva.[9]

## Interscambi
La stazione è servita da diverse autolinee gestite da NYCT Bus.
- Fermata autobus